# 羽黒町
羽黒町（はぐろまち）は、かつて山形県東田川郡におかれていた町。2005年10月1日に、鶴岡市、藤島町、櫛引町、朝日村、温海町と合併し、鶴岡市となった。

## 地理
- 山:月山、羽黒山
- 河川:赤川、今野川、藤島川
- 湖沼:

### 面積
2004年10月時点
総面積：109.61 km2
- 農地：37.99 km2
- 森林：46.66 km2
- 宅地：3.12 km2

### 隣接していた自治体
- 鶴岡市
- 東田川郡：櫛引町、藤島町、庄内町、朝日村
- 西村山郡：西川町

## 歴史
- 1955年（昭和30年）2月1日 - 東田川郡広瀬村、泉村、手向村が合併し、羽黒町が発足[4]。
- 1958年（昭和33年）4月1日 - 東田川郡藤島町との境界を変更[5]。
- 1962年（昭和37年）
  - 4月1日 - 東田川郡櫛引村との境界を変更[6]。
  - 11月1日 - 東田川郡藤島町との境界を変更[6]。
- 1965年（昭和40年）4月1日 - 東田川郡藤島町との境界を変更[7]。
- 1998年（平成10年）8月18日 - 東田川郡藤島町との境界を変更[8]。
- 2005年（平成17年）10月1日 - 合併により鶴岡市となる[9]。

## 行政

### 町長
| 代   | 氏名       | 就任年月日                | 退任年月日                | 備考           |
| ---- | ---------- | ------------------------- | ------------------------- | -------------- |
| 1    | 佐藤伊八   | 1955年（昭和30年）3月6日  | 1959年（昭和34年）3月5日  | 泉村最後の村長 |
| 2    | 佐藤佐吉   | 1959年（昭和34年）3月6日  | 1971年（昭和46年）3月5日  |                |
| 3    | 本山勝太郎 | 1971年（昭和46年）4月25日 | 1981年（昭和56年）6月17日 |                |
| 4    | 勝木貞蔵   | 1981年（昭和56年）8月2日  | 1991年（平成3年）3月29日  |                |
| 5    | 三浦勇一   | 1991年（平成3年）4月21日  |                           |                |
| 不詳 | 中村博信   |                           |                           | 2004年時点     |

## 地名
- 大字名の出典：[12]
- 地区分類の出典：[13]

### 広瀬地区
- 大字赤川
- 大字石野新田
- 大字猪俣新田
- 大字後田
- 大字上野新田（）
- 大字狩谷野目
- 大字高寺
- 大字富沢
- 大字昼田
- 大字細谷
- 大字松尾
- 大字三ツ橋
- 大字馬渡ノ内下
- 大字押口（）
- 大字黒瀬
- 大字松ケ丘

### 泉地区
- 大字荒川
- 大字市野山
- 大字大口
- 大字金森目
- 大字川代
- 大字川行（）
- 大字仙道
- 大字染興屋
- 大字玉川
- 大字戸野（）
- 大字野荒町
- 大字野田
- 大字増川新田
- 大字町屋
- 大字坂ノ下
- 大字十文字
- 大字中里

### 手向地区
- 大字手向（）

## 姉妹都市・提携都市
- 東京都新島村 - 1984年締結[14]

## 人口
2004年10月時点
- 人口：9,478人
  - うち65歳以上：2,638人
- 人口密度：86人/km2

2004年時点
- 出生数：60人/年
- 合計特殊出生率：1.41

## 産業
産業別の就業者数は、2000年時点では農業が1,177人と最も多く、次にサービス業が1,112人、製造業が1,081人となっていた。

### 農業
農産物の作付面積は、2004年時点では米が2,080ヘクタール（ha）と最も多く、次に大豆が254 ha、柿が248 haとなっていた。同年の米の収穫量は11,100トン、柿の収穫量は1,820トンであった。
販売目的の家畜数は、2005年2月時点では豚が9,259頭、肉用牛が450頭となっていた。

### 商業
商店数は2004年時点で89店、飲食店は2001年時点で17店あった。

## 教育
小学校
- 羽黒小学校
- 広瀬小学校

中学校
- 羽黒中学校 - 2004年度時点の学級数は9組、生徒数は311人であった[22]。

高等学校
- 私立羽黒高等学校

## 交通

### 道路
- 高速道路
- 一般国道
  - 国道345号
- 都道府県道
  - 主要地方道
    - 山形県道45号立川羽黒山線
    - 山形県道46号羽黒立川線
    - 山形県道47号鶴岡羽黒線

### 路線バス
- 庄内交通
- 羽黒町営バス

## 名所・旧跡・観光スポット・祭事・催事
- 社寺等
  - 出羽三山神社 - （月山神社、湯殿山神社、出羽神社）
- 文化財（国指定）
  - 羽黒山五重塔（国宝、1966年6月11日指定）
  - 羽黒山正善院黄金堂（重要文化財、1908年4月23日指定）
  - 羽黒山三神合祭殿及び鐘楼（重要文化財、2000年5月25日指定）
  - 松ヶ岡開墾場（史跡、1989年8月11日指定）
  - 玉川寺庭園（名勝、1987年8月1日指定）
  - 南谷のカスミザクラ（天然記念物、1951年6月9日指定）
  - 羽黒山の爺スギ（天然記念物、1951年6月9日指定）
  - 太刀銘 月山 （重要美術品）
  - 羽黒山杉並木 （特別天然記念物）
- 観光スポット
  - いでは文化記念館
  - 今井繁三郎美術館
  - 石倉オープンセット
  - 松ヶ岡ダリア園
  - 松ヶ岡開墾記念館
  - 蝉しぐれ資料館
  - 石の博物館
  - 創造の森交流館
  - 月山ビジターセンター
- 温泉
  - やまぶし温泉「ゆぽか」
  - 川代温泉
- レジャー
  - 羽黒山スキー場 練習に適している （ペアリフト2基 ロッジ2店 スキーレンタル、スクールあり）
  - 国民休暇村「羽黒」 スキー場まで徒歩一分
  - 月山高原牧場
  - 月山6合目キャンプ場
- 店舗
  - 中華そば琴の

このほか、月山の登山口の中では、比較的なだらかで登りやすい月山八合目がある。

## 出身有名人
- 池野勇 - 医師、羽黒町名誉町民[23]
- 寺岡謹平 - 軍人、羽黒町名誉町民[24]
- 黒羽根秀雄 - 軍人
- 上林与市郎 - 政治家
- 今井繁三郎 - 画家
- 秋元正雄 - 実業家
- 星野勇三 - 農学者、羽黒町名誉町民[25]
- 後藤赳司 - 宗教学者
- 岡部和久 - プロレスラー

## 縁のある人物
- 黒羽根此面 - 出羽国黒羽根氏始祖
- 戸川安章 - 民俗学者